# Bielahong He
Bielahong He är ett vattendrag i Kina. Det ligger i provinsen Heilongjiang, i den nordöstra delen av landet, omkring 650 kilometer nordost om provinshuvudstaden Harbin.
Genomsnittlig årsnederbörd är 995 millimeter. Den regnigaste månaden är juli, med i genomsnitt 185 mm nederbörd, och den torraste är januari, med 19 mm nederbörd.